# خوسيه فيسنتي فاريا ليما
خوسيه فيسنتي فاريا ليما (بالبرتغالية: José Vicente Faria Lima‏) هو مهندس برازيلي، ولد في 7 أكتوبر 1909 في ريو دي جانيرو في البرازيل، وتوفي في 4 سبتمبر 1969.

## روابط خارجية
- خوسيه فيسنتي فاريا ليما على موقع مونزينجر (الألمانية)